# Qishan (Kaohsiung)
Qishan (chiń. upr. 旗山区; chiń. trad. 旗山區; pinyin Qíshān qū; Wade-Giles Ch’i-shan ch’ü) – dzielnica (chiń. 區, qū) w rejonie Cishan miasta wydzielonego Kaohsiung na Tajwanie. 
23 czerwca 2009 komitet przy Ministrze Spraw Wewnętrznych Republiki Chińskiej zarekomendował scalenie dotychczasowego powiatu Kaohsiung (chiń. trad. 高雄縣; pinyin Gāoxióng xiàn) i miasta wydzielonego Kaohsiung (chiń. trad. 高雄直轄市; pinyin Gāoxióng zhíxiáshì) w jedno miasto wydzielone; wszystkie gminy miejskie (chiń. 鎮, zhèn), jak Qishan, miasta i gminy wiejskie wchodzące w skład powiatu zostały przekształcone w dzielnice (chiń. 區, qū). Ustawa weszła w życie 25 grudnia 2010 roku.
Populacja dzielnicy Qishan w 2016 roku liczyła 37 342 mieszkańców – 18 006 kobiet i 19 336 mężczyzn. Liczba gospodarstw domowych wynosiła 13 804, co oznacza, że w jednym gospodarstwie zamieszkiwało średnio 2,71 osób.

## Demografia (2011–2016)
| Rok  | Liczba ludności | Gęstość zaludnienia | Kobiety | Mężczyźni | Gospodarstwa domowe |
| ---- | --------------- | ------------------- | ------- | --------- | ------------------- |
| 2011 | 39 423          | 416                 | 18 915  | 20 508    | 13 852              |
| 2012 | 39 038          | 412                 | 18 791  | 20 247    | 13 882              |
| 2013 | 38 563          | 407                 | 18 574  | 19 989    | 13 874              |
| 2014 | 38 100          | 402                 | 18 330  | 19 770    | 13 856              |
| 2015 | 37 770          | 399                 | 18 194  | 19 576    | 13 862              |
| 2016 | 37 342          | 394                 | 18 006  | 19 336    | 13 804              |